# Cahiers ERTA
Cahiers ERTA là một tạp chí khoa học và công nghệ của Ba Lan, được xuất bản bởi Nhà xuất bản Đại học Gdańsk. Tạp chí là nơi đăng các công trình nghiên cứu tập trung về văn học Pháp đương đại và hiện đại. Tạp chí xuất bản bằng tiếng Pháp, một năm có 2 tập. Tất cả các bài báo trên tạp chí đều được truy cập miễn phí trên cơ sở Truy cập Mở (Open access).

## Mã số xuất bản
- ISSN: 2300-4681 (bản in)
- eISSN: 2353-8953 (bản điện tử)
- GICID: 71.0000.1500.1780
- DOI: 10.4467
- Nhà xuất bản: Đại học Gdańsk
- Nhóm chuyên môn: Ngôn ngữ học, Lý thuyết Văn hoc.

## Chỉ số ảnh hưởng
- Điểm khoa học theo Bộ Giáo dục và Đào tạo Đại học Ba Lan: 20[2]
- Tạp chí Cahiers ERTA được lập chỉ mục trích dẫn khoa học ở các cơ sở dữ liệu: BazHum, MLA Directory of Periodicals, ERIH Plus, ICI Journals Master List (2017: 100, 2018: 100), CEJSH, Google Scholar[2].

## Ban biên tập
- Tổng biên tập: Ewa M. Wierzbowska
- Phó tổng biên tập: Tomasz Swoboda
- Trợ lý biên tập: Paulina Tarasewicz; Jadwiga Bodzińska-Bobkowska
- Biên tập ngôn ngữ: Anne Delsipée
- Biên tập viên kỹ thuật: Mateusz Wierzbowski
- Biên tập viên: Paulina Tarasewicz; Jadwiga Bodzińska-Bobkowska; Katarzyna Kotowska